# Bahnstrecke Kleinleipisch–Brikettfabrik 64
| Ziel der Strecke war die Brikettfabrik 64 neben der Großkokerei Lauchhammer |                     |                                                                                |                                                                                |
| Streckenlänge: | 2 km                |                                                                                |                                                                                |
| Spurweite: | 900 mm (Schmalspur) |                                                                                |                                                                                |
| Stromsystem: | 1200 V =            |                                                                                |                                                                                |
| Streckengeschwindigkeit: | 30 km/h             |                                                                                |                                                                                |
| |                     |                                                                                |                                                                                |
| \| \| \| Bahnstrecke Tröbitz–Kleinleipisch und Bahnstrecke Kleinleipisch–Klettwitz Nord \| \| \| \| \| \| \| \| \| 0,0 \| Bbf Kleinleipisch (Stw3)[1] \| Bbf Kleinleipisch (Stw3)[1] \| \| \| 0,4 \| nach Lauchhammer-Süd \| nach Lauchhammer-Süd \| \| \| 0,5 \| Bahnstrecke Plessa–Kleinleipisch \| Bahnstrecke Plessa–Kleinleipisch \| \| \| 1,1 \| Großkokerei Lauchhammer[2] \| Großkokerei Lauchhammer[2] \| \| \| \| Gleisende \| \| |                     |                                                                                |                                                                                |
| Strecke (außer Betrieb) |                     | Bahnstrecke Tröbitz–Kleinleipisch und Bahnstrecke Kleinleipisch–Klettwitz Nord | Bahnstrecke Tröbitz–Kleinleipisch und Bahnstrecke Kleinleipisch–Klettwitz Nord |
| |                     |                                                                                |                                                                                |
| Dienststation / Betriebs- oder Güterbahnhof (Strecke außer Betrieb) | 0,0                 | Bbf Kleinleipisch (Stw3)                                                       | Bbf Kleinleipisch (Stw3)                                                       |
| Abzweig geradeaus und nach links (Strecke außer Betrieb) | 0,4                 | nach Lauchhammer-Süd                                                           | nach Lauchhammer-Süd                                                           |
| Abzweig geradeaus und nach rechts (Strecke außer Betrieb) | 0,5                 | Bahnstrecke Plessa–Kleinleipisch                                               | Bahnstrecke Plessa–Kleinleipisch                                               |
| Dienststation / Betriebs- oder Güterbahnhof (Strecke außer Betrieb) | 1,1                 | Großkokerei Lauchhammer                                                        | Großkokerei Lauchhammer                                                        |
| |                     | Gleisende                                                                      |                                                                                |

Die  Bahnstrecke Kleinleipisch–Brikettfabrik 64 war eine schmalspurige elektrische Förderbahn der Lausitzer Grubenbahn mit 900 mm Spurweite.
Die Strecke berührte die heutigen Ortsbereiche von Kleinleipisch und Lauchhammer. Sie war in ihrer effektiven Streckenlänge nur ca. 2 km lang, gehörte aber durch die Verwendung ihrer gelieferten Kohle für die ehemalige Großkokerei Lauchhammer während ihrer Betriebszeit zu der Hauptroute im brandenburgischen Teil der Lausitzer Grubenbahn. Die Strecke bestand bis 1994, als das Kraftwerk 64 zum letzten Mal beliefert wurde und wurde danach komplett abgebaut. Im nahen Reliktepark Lauchhammer, wo einige Relikte aus der Zeit der Produktion der Großkokerei hinterstellt sind, befindet sich auch als Erinnerung an die Förderbahn eine normalspurige LEW EL 2.

## Geschichte

### Entstehung
Ihren Anfang hatte diese kürzeste Strecke der Lausitzer Grubenbahn in den Jahren vor dem Zweiten Weltkrieg, als Kohle von den Grube Milly und Marie-Anne unter anderem in die benachbarte Brikettfabrik Marie-Anne, einem Vorläufer der Brikettfabrik 65 geliefert wurde. Es kann davon ausgegangen werden, dass die Strecken südlich von Grünewalde und Kleinleipisch bereits vor dem Krieg existiert haben. Weitere Informationen sind nicht vorhanden.

### Erweiterung nach dem Zweiten Weltkrieg
Nach dem Zweiten Weltkrieg waren große Veränderungen in der Braunkohleförderung und der Förderlinie erforderlich. Die Brikettfabrik Marie-Anne wurde nach 1945 vollständig demontiert und als Reparationen in die Sowjetunion transportiert. Von 1951 an wurde die Großkokerei Lauchhammer aufgebaut. Zur Versorgung mit Strom und Briketts wurde zuerst das Kraftwerk 66 gewählt, welches auch einen Gleisanschluss der Grubenbahn besaß. Mit Vergrößerung der Großkokerei wurde zusätzlich die Brikettfabriken und Kraftwerke 64 und 65 gebaut, welche den letzten vorhandenen Gleisanschluss erhielten. Nachdem die Brikettfabrik und Kraftwerk 66 1972 stillgelegt wurden, übernahmen die weitere Zeit bis zum Ende der Großkokerei Lauchhammer die Brikettfabriken und Kraftwerke 64 und 65.

### Gegenwart

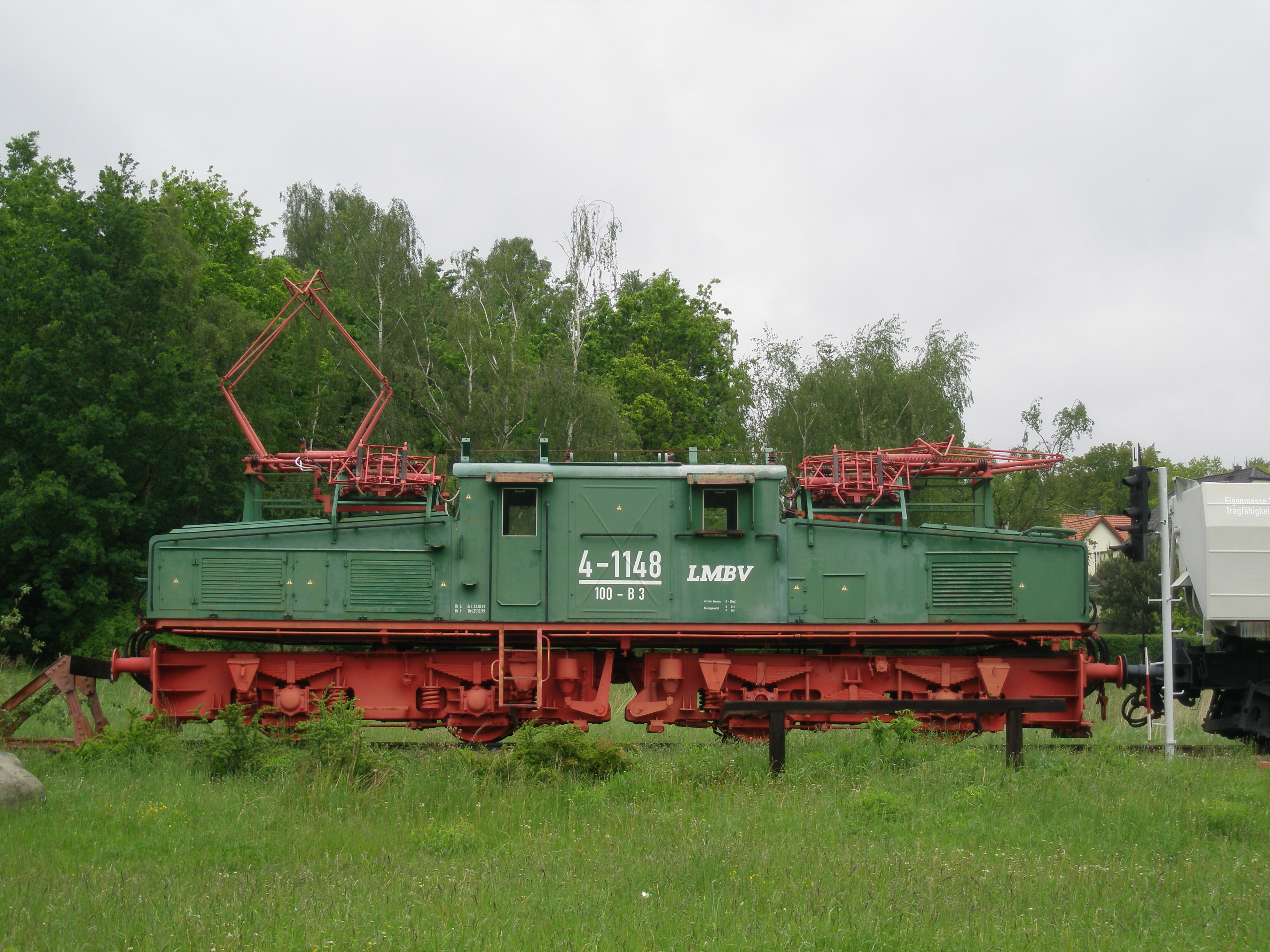
Denkmal einer LEW EL 2 im Reliktepark Lauchhammer

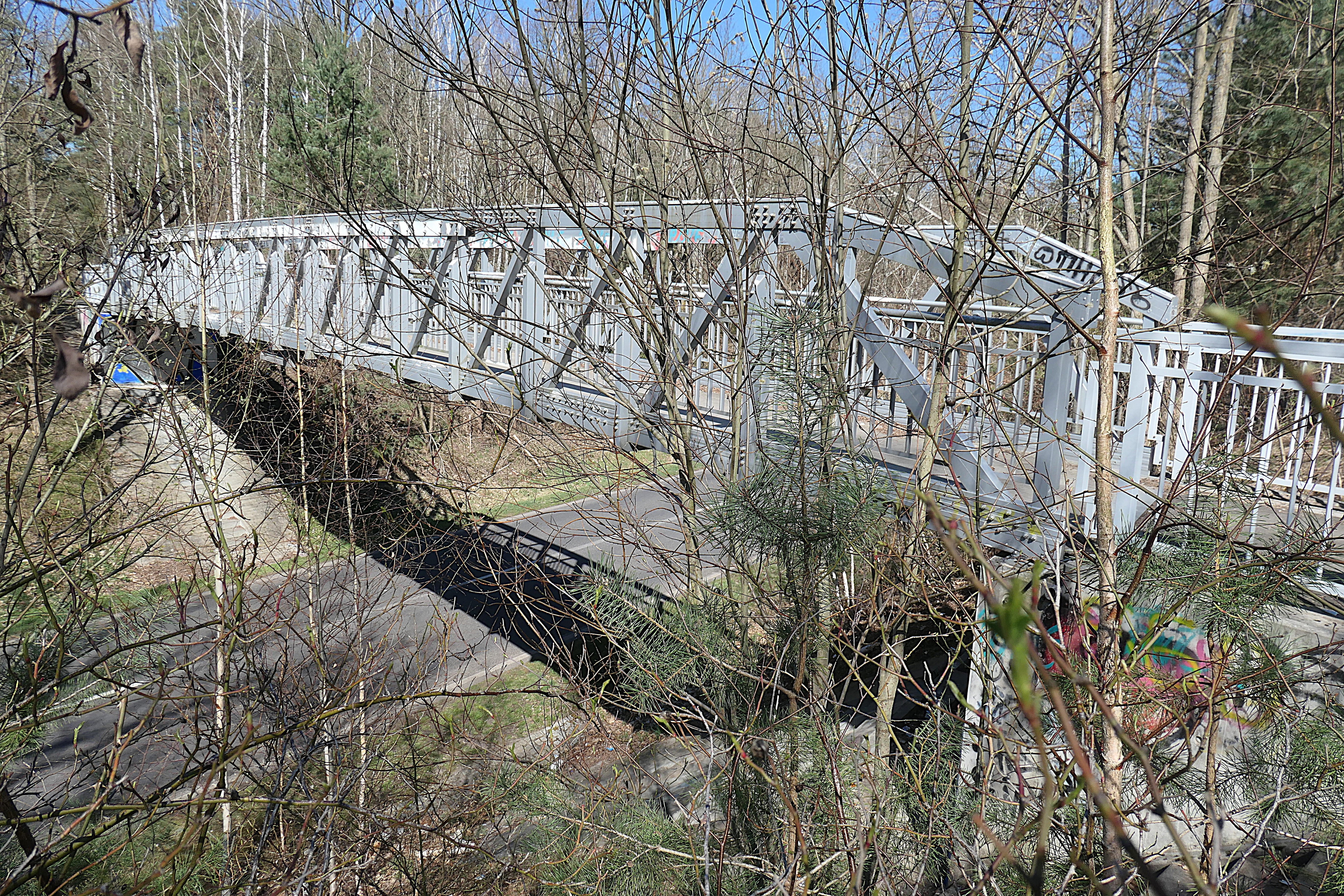
Straßenüberführung der Alten Grünewalder Straße über jetzige Fahrstraße und frühen Kohlebahnhof Kleinleipisch

Ende 1991 wurde die Großkokerei Lauchhammer aus wirtschaftlichen und ökologischen Gründen stillgelegt. Der Rückbau der Anlagen zog sich über Jahre hin. Das Kraftwerk 64 wurde noch einige Jahre betrieben und 1994 zum letzten Mal mit Kohle beliefert. Danach wurden die Bahnanlagen vollständig zurückgebaut.
Neben den bekannten Zeitzeugen der Großkokerei Lauchhammer im Reliktepark Lauchhammer wurde dort als Erinnerung an die Bahnlinie die EL 2 4-1148-100-B3 mit einem Schüttgutwagen als Denkmal ausgestellt. Dieses Exponat ist etwas zweckfremd, da die Förderbahnen im Raum Lauchhammer eine 900 mm-Spurweite besaßen.